# Dynasty Warriors 7
Dynasty Warriors 7 (真・三國無双 6, Shin Sangoku Musō Shikkuzu, conhecido no Japão como Shin Sangoku Musō 6) é um jogo eletrônico de ação e hack and slash, e a sétima versão oficial da série Dynasty Warriors. O jogo está sendo desenvolvido pela Omega Force e publicado pela Koei. O jogo foi confirmado para ser exclusivo do PS3 no Japão. O novo jogo foi revelado na Tokyo Game Show 2010. Em 26 de outubro, foi revelado na Conferência de Imprensa da Koei que terá gráficos e jogabilidades melhorados, com o apoio de recursos 3D. A Koei Tecmo anunciou a versão europeia para a primavera de 2011 para PlayStation 3 e Xbox 360, mais tarde dando uma data específica, 25 de março de 2011, mas acabou adiando para 1° de abril de 2011.

## Jogabilidade
Dynasty Warriors 7 será o primeiro jogo da série a estender-se após a Batalha da Planície Wuzhang. Assim, a Dinastia Jin será adicionada, elevando o número total das principais facções a quatro. O jogo além de dar suporte à tecnologia 3D estereoscópico e ao controle de movimentos PS Move, ele terá uma característica chamada "Seamless Play", que fará com que o jogo faça uma transição cinemática do gameplay sem interrupções.

### Mudanças na Jogabilidade
- O sistema de combate Renbu adotado em Dynasty Warriors 6 será removido, sendo substituído pelo clássico sistema de "Charge Atack", que permite aos jogadores finalizar combos com um movimento especial diferente dependendo da situação tática.[11]
- Os generais carregarão duas armas diferentes podendo ser trocadas a qualquer momento. Se trocadas durante um combo poderá continuar-lo, gerando uma variedade incrível de combos possíveis.[11]
- Haverá cerca de 360 armas diferentes em todo o jogo, porém algumas tem restrições de gênero como por exemplo os Leques de Da Qiao que será exclusivo para personagens femininos.
- Alguns personagens serão especialistas em determinados tipos de armas. Quando essas armas são equipadas, eles serão capazes de desencadear EX-Attacks.[12]
- Agora haverá duas barras de Musou tornando possível lançar dois "Musou Attacks" consecutivos.[13]
- Musou Attacks poderão ser lançados também durante um salto, um sistema chamado de "Aerial Musou".
- Haverá dois tipos de Musou, um baseado na arma e outro exclusivo de cada personagem (provavelmente baseado na arma principal).
- Durante todo o jogo será possível ver várias versões do mesmo personagem, como uma versão de Xiahou Dun com os dois olhos e outra com o tapa-olho.
- Haverá mudança de expressão nas faces dos personagens durante as falas em batalha, como nos jogos mais novos da "Série Warriors" (Exceto Samurai Warriors 3).
- A Barra de Moralidade não existe mais, mas o sistema de moral em si ainda existe e será refletido a partir de mensagens de seus oficiais.
- O modo de evolução de personagens será semelhante ao Dynasty Warriors 3, onde os jogadores poderão coletar itens de oficiais derrotados para aumentar seu ataque, defesa e barra de saúde. As armas poderão ser feitas em um ferreiro ou também ao derrotar um oficial, podendo assim trocar de armas durante o jogo.[14]
- A Koei Tecmo em parceria com a loja Lawson os clientes que adquirirem o jogo pela loja ganharão uma roupa alternativa para os personagens que será o uniforme da loja, juntamente com uma arma especial chamada "hakou". A Koei Tecmo não entrou em detalhes se haverá parcerias com outras lojas.[15]
- Download Content de roupa de jogos anteriores foram confirmadas. O primeiro pacote será as roupas de Dynasty Warriors 6 de graça, mas quem comprar o jogo no dia do lançamento receberá um cupom com código para baixar a roupa do primeiro jogo para Zhao Yun.[16] Quem comprar na loja GEO receberão um código extra para baixar a roupa do mesmo jogo para Lü Bu.[17]

## Modos de Jogo
Dynasty Warriors 7 contará com alguns clássicos modos de jogo e alguns novos na série. A lista de modos de jogo é a seguinte:
- Story Mode: Será baseado em reinos, e contará com os quatro reinos de Wei, Wu, Shu e Jin. Ao entrar em uma batalha você poderá escolher com qual dos principais generais quer jogar, assim podendo ver a batalha de várias perspectivas diferentes. Cada reino terá cerca de 15 a 25 batalhas até o final.[18] Algumas batalhas grandes de maior importância serão divididas em duas partes, para se ter a perspectiva de dois personagens. Por exemplo a batalha de Chang Ban de Shu, 1ª parte de Zhao Yun e 2ª de Zhang Fei.

- Chronicle Mode: Um modo não-canônico em que você decide seu próprio destino visitando cidades entre batalhas para se reparar melhorando suas armas e comprando itens. Neste modo você também pode interagir com certos personagens que podem destravar novidades para este modo. Ao se juntar a um dos reinos você poderá jogar em seus próprios territórios.[18]

## Personagens
O jogo contará com 4 Reinos mais os Rebeldes o que resultará em uma lista de mais de 60 personagens, provavelmente algo entre 61 e 69. A lista de personagens confirmados até o momento é:
| Shu - Bao Sanniang - Guan Yu - Huang Zhong - Jiang Wei - Liu Bei - Ma Chao - Ma Dai - Xing Cai - Zhang Fei - Zhao Yun - Yue Ying - Liu Shan - Zhuge Liang - Guan Ping - Guan Suo - Pang Tong - Wei Yan | Wei - Cai Wenji - Cao Cao - Cao Ren - Xiahou Dun - Xiahou Yuan - Xu Huang - Zhen Ji - Jia Xu - Dian Wei - Zhang Liao - Zhang He - Cao Pi - Xu Zhu | Wu - Da Qiao - Ding Feng - Ling Tong - Lu Meng - Lu Xun - Sun Quan - Zhou Tai - Sun Ce - Zhou Yu - Sun Shang Xiang - Taishi Ci - Xiao Qiao - Lian Shi - Sun Jian - Huang Gai - Gan Ning | Jin - Sima Yi - Deng Ai - Guo Huai - Sima Shi - Sima Zhao - Wang Yuanji - Zhong Hui - Zhuge Dan - Xiahou Ba | Outros - Diao Chan - Lu Bu - Meng Huo - Zhu Rong - Yuan Shao - Zhang Jiao |

## Recepção
O jogo recebeu com críticas mistas e positivas, com 62% no agregador do GameRankings.
Colin Moriarty da IGN intitulou sua resenha "Aventura repetitivo é repetitiva" e disse que Dynasty Warriors 7 é "simplesmente muito mais do mesmo repetidamente para ter algum tipo de apelo". Ele marcou o jogo 5/10.
A revista Famitsu foi bem menos crítica, e premiou com o jogo em um total de 36/40, composto por uma pontuação 9/9/9/9 e foi considerado uma grande melhora sobre títulos anteriores. Na primeira semana de seu lançamento, vendeu 253.900 cópias.
Destructoid premiou  o jogo de 8/10 em uma resenha positiva em geral, observando como únicas decepções sendo somente a falta de variação de movesets e a falta do Free Mode. The Gamer's Huber avaliou o jogo 4/5, elogiando os gráficos melhorados, o novo modo de conquista, mas disse que a dificuldade era muito fácil.
A Electronic Theatre deu ao jogo uma pontuação positiva de 88%, aclamando a melhoria na jogabilidade e efeitos visuais, mas afirmou que a dificuldade era muito fácil.
O Gaming Bus jogos premiou o jogo com um C +, lembrando que o jogo da velha escola está de volta, que irá revigorar os fãs, mas chatear os não fãs. Ele observou como aspectos positivos que há uma riqueza de valor de replay, a história e valores de produção melhoraram, a ação do jogo é muito divertida como sempre, e que o novo sistema de armas funciona bem, mas a liberdade, em como o jogo é jogado foi sufocada, o modo Conquest é uma "grade massiva", e não há um verdadeiro desafio a ser tido.

## Expansões

### Dynasty Warriors 7 Special
Dynasty Warriors 7: Special (真・三國無双6 Special, Shin Sangoku Musō 6 Special) é um título exclusivo para PSP que será lançado dia 25 de agosto somente no Japão.
Dynasty Warriors 7: Special usará a mídia UMD 2 para ter mais capacidade no armazenamento do jogo, assim possibilitando algumas mudanças e adições. Suporte ad-hoc para 2 jogadores em ambos Kingdom Mode e Chronicle foi confirmado, diferente do jogo original. Assim como a possibilidade de escolher qualquer personagem no Kingdom mode. Novos costumes modo competitivo de até quatro jogadores também foi confirmado.

### Dynasty Warriors 7: Xtreme Legends
Dynasty Warriors 7: Xtreme Legends (真・三國無双6 猛将伝, Shin Sangoku Musō 6: Moushouden) foi anunciado dia 29 de julho de 2011 na revista Famitsu. O jogo terá 3 novos personagens, um deles sendo Guo Jia que havia sido altamente cotado pelos fãs japoneses em uma enquete feita pela mesma. Pang De que havia sido cortado do elenco de personagens desde Dynasty Warriors 5 também havia sido cotado na mesma enquete e retorna, e uma nova personagem chamada Wang Yi também foi inclusa no elenco de personagens de Wei. Dynasty Warriors 7: Xtreme legends é a primeira expansão da série Dynasty Warriors a ter novos personagens.
Assim como nas expansões prévias o jogo terá  a capacidade de juntar o conteúdo do jogo original com a expansão. Como nas demais versões de Xtreme Legends, é necessário ter o jogo principal para fazer o MixJoy para ter do o conteúdo do Story e Conquest Mode. O jogo também contará com algumas características da versão Special, como a capacidade de escolher qualquer personagem no Kingdom mode; Versus Mode cooperativo e contra até quatro jogadores. Além de novas armas e personagens, alguns personagens do título original foram desclonados, como Xiahou Dun que tem a sua cimitarra de volta, Zhao Yun, Guan Yu e Zhang Fei também tiveram suas armas e movesets transformados em conteúdo original. A dublagem original em japonês já está embutida no jogo diferente da versão principal que é necessário fazer download.

## Jogabilidade
Poucas mudanças foram feitas na jogabilidade principal, entretanto o ganho monetário e de skill aumentam de acordo coma dificuldade que está sendo jogada. No aumento de nível também é dado um rank para o personagem e ele aprenderá novas habilidade à medida que fica forte e aumenta de ranking. Para facilitar ainda é possível aumentar suas habilidades lendo livros que serão encontrados durante o jogo, e também é possível decorar cada personagem com acessórios distintos.

## Novos modos

### Legend Mode
Há dois modos dentre desse mesmo. Um focado em estória para alguns personagens e outro focado em estratégia aumento de nível. Que são os seguintes:
Hero Scenario onde se é escolhido um dos novos ou personagens que não tiveram participação do modo Story do jogo principal, passando por eventos e estórias próprias para cada um.
Legend Scenario é focado em estratégia. O jogador pode conseguir armas raras, lutar em mapas de batalha de jogos prévios, construir um castelo e empregar comandantes para cuidar do mesmo e de sua cidade a fazendo crescer.

### Challenge Mode
Neste modo o jogador terá várias e diferentes missões para completar e concorrer com um ranking online mundial.